# Cryptomeigenia crassipalpis
Cryptomeigenia crassipalpis är en tvåvingeart som beskrevs av Henry Jonathan Reinhard 1947. Cryptomeigenia crassipalpis ingår i släktet Cryptomeigenia och familjen parasitflugor.
Artens utbredningsområde är New York. Inga underarter finns listade i Catalogue of Life.